# دي جاي نيوبيل
دي جاي نيوبيل (بالإنجليزية: D. J. Newbill)‏ مواليد 22 مايو 1992 في فيلادلفيا، هو لاعب كرة سلة أمريكي. بدأ مسيرته الاحترافية في سنة 2015. يحمل الرقم 25. يبلغ طوله 6 قدم 4 بوصة (1.9 م). لعب مع أسفيل باسكت في الدوري الفرنسي لكرة السلة الدرجة الأولى ونادي أوستند لكرة السلة في الدوري البلجيكي لكرة السلة الدرجة الأولى.

## روابط خارجية
- دي جاي نيوبيل على موقع دوري كرة السلة الياباني للمحترفين (اليابانية)
- دي جاي نيوبيل على موقع كرة السلة الأوروبية.كوم (الإنجليزية)
- دي جاي نيوبيل على موقع DraftExpress.com (الإنجليزية)
- دي جاي نيوبيل على موقع كلية كرة السلة في سبورتس رفرنس.كوم (الإنجليزية)
- دي جاي نيوبيل على موقع ريلجم (الإنجليزية)
- دي جاي نيوبيل على موقع بروبوليرز (الإنجليزية)
- دي جاي نيوبيل على موقع سبورتس رفرنس (الإنجليزية)